# 邦丙乡
邦丙乡（佤语：bang bīng:1147），是中华人民共和国云南省临沧市双江拉祜族佤族布朗族傣族自治县下辖的一个乡镇级行政单位。

## 行政区划
邦丙乡下辖以下地区：
邦丙村、南协村、丫口村、南栏村、南直村、岔箐村、邦歪村、邦况村和忙安村。